# اندیس مرمر جنوب بندان
مرمر جنوب بندان یک اندیس مصالح ساختمانی است که در حوالی شهر زابل استان سیستان و بلوچستان قرار دارد و مادهٔ معدنی موجود در آن، مرمریت است.سنگ میزبان این اندیس مرمر است و دیرینگی آن به دوران پالئوسن می‌رسد.